# Доломаилаи, Аписаи
Аписаи Доломаилаи (англ. Apisai Domolailai; род. 16 апреля 1989, Фиджи) — фиджийский регбист, нападающий сборной Фиджи по регби-7, чемпион Олимпийских игр 2016 года. За сборную выступает с 2012 года, успел сыграть на этапах Мировой серии регби-7 2015 и 2016 годов. Племянник фиджийского регбиста Исоа Домолаилаи.